# جوزو بوغدانوفيتش
جوزو بوغدانوفيتش (بالكرواتية: Josip Bogdanović)‏ هو لاعب كرة قدم كرواتي في مركز الهجوم، ولد في 21 أكتوبر 1960 في دوبروفنيك في كرواتيا. لعب مع إنتر زابرشيتش ودينامو زغرب ونادي رادنيتشكي سبليت ونادي رييكا ونادي كارنتين.

## وصلات خارجية
- جوزو بوغدانوفيتش على موقع قاعدة بيانات كرة القدم.إي يو (الإنجليزية)
- جوزو بوغدانوفيتش على موقع عالم كرة القدم.نت (الإنجليزية)